# Experiment de Pound-Rebka

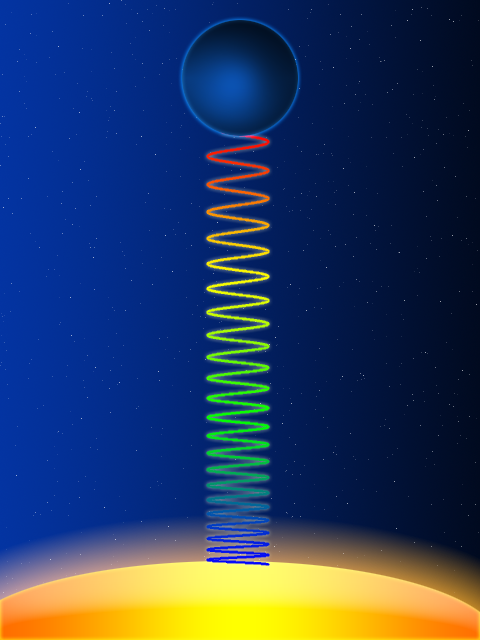
Desplaçament gravitacional al roig. Un fotó que surt del mig de la Terra i el Sol arribaria a la Terra més roig i al Sol més blau.

L'experiment de Pound-Rebka és un experiment realitzat el 1960 pels físic estatunidenc Robert Vivian Pound (1919-2010) i el seu estudiant de doctorat el físic estatunidenc Glen Anderson Rebka, Jr. (1931-2015) amb l'objectiu de provar la predicció del desplaçament gravitacional cap al roig que fa la teoria de la relativitat general d'Albert Einstein. És considerat l'última de les proves clàssiques de la relativitat general a ser verificades. És un experiment que mesura la variació de la freqüència de la radiació electromagnètica que es mou en un camp gravitatori o, de forma equivalent, una prova de la predicció que els rellotges haurien d'anar a diferents velocitats en diferents llocs d'un camp gravitatori.

## Desplaçament cap al roig gravitacional

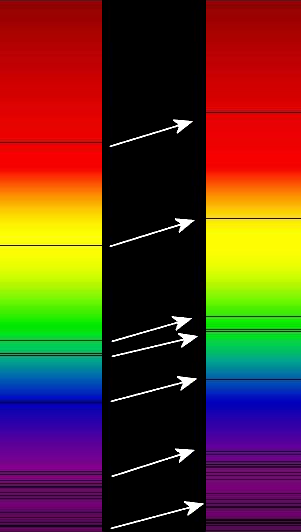
Línies d'absorció de l'espectre visible d'un supercúmul de galàxies distants (BAS11) (dreta) comparades amb les de l'espectre visible del Sol (esquerra). Les fletxes indiquen el desplaçament al roig

Segons la teoria relativitat general, la freqüència d'una radiació electromagnètica emesa per una font situada en un determinat camp gravitatori resulta disminuïda i, per tant, desplaçada cap al roig, per a un observador situat en un camp gravitatori menys intens. Això és degut al fet que els fotons que surten d'un camp gravitatori experimenten una pèrdua d'energia, amb la qual cosa la freqüència disminueix i la longitud d'ona augmenta. Si es tracta de llum visible la longitud d'ona es desplaça cap al color roig. Si la radiació electromagnètica viatja des d'un camp gravitatori feble a una zona on el camp gravitatori és més intens es produirà un desplaçament de la longitud d'ona cap al blau. D'aquesta manera dos fotons que sortissin al mateix temps des del punt mitjà entre la Terra i el Sol arribarien amb diferents longituds d'ona. El que arribàs a la Terra tendria una longitud d'ona desplaçada cap al roig, i el que arribàs al sol la tendria desplaçada cap al blau. És un efecte semblant a l'efecte Doppler, essent aquest causat pel moviment relatiu entre l'emissor i el receptor. En mecànica clàssica aquest efecte no s'ha de produir perquè la radiació electromagnètica no és afectada pels camps gravitatoris.

## Fonament

### Variació de la freqüència
En el cas d'un fotó emès des d'una certa altura {\textstyle L} per damunt de la superfície de la Terra, cap a ella, tendria en el moment de l'emissió una freqüència {\textstyle f} i una energia, segons la mecànica quàntica, {\textstyle E=h\cdot f}, on {\textstyle h} és la constant de Planck. En caure cap a la Terra la seva energia es veuria incrementada amb la diferència d'energia potencial entre el punt d'emissió situat a l'altura {\textstyle L} i la superfície de la Terra. Aquesta diferència d'energia potencial és {\textstyle \Delta E\approx m\cdot g\cdot L}, on {\textstyle m} és la massa del fotó i {\textstyle g} el valor del camp gravitatori a la superfície de la Terra (la variació d'aquest valor entre l'altura {\textstyle L} i la superfície de la Terra és negligible, però per aquest motiu es posa el signe {\textstyle \approx }). Per una altra banda segon la teoria de la relativitat especial la massa del fotó serà {\displaystyle m=E/c^{2}=h\cdot f/c^{2}}, que hom pot suposar constant durant la caiguda. Per tant, l'energia del fotó que arribarà a la superfície de la Terra, {\textstyle h\cdot f'}, serà la que tenia en ser emès, {\textstyle h\cdot f}, més aquest increment degut a la variació de l'energia potencial:
{\displaystyle h\cdot f'\approx h\cdot f+{\frac {h\cdot f}{c^{2}}}\cdot g\cdot L}Simplificant la constant de Planck queda:
{\displaystyle f'\approx f+{\frac {f\cdot g\cdot L}{c^{2}}}}D'on es pot obtenir el desplaçament relatiu de la freqüència:
{\displaystyle {\frac {f'-f}{f}}\approx {\frac {g\cdot L}{c^{2}}}}

### Radiació γ
L'experiment tracta de mesurar si efectivament es produeix una variació de la freqüència de la radiació en un camp gravitatori. Està basat en el següent principi: quan un nucli d'un àtom sofreix una transició d'un estat excitat al seu estat fonamental, emet un fotó de radiació γ amb una freqüència corresponent a la diferència d'energia entre els dos estats. Aquest fotó ara pot ser absorbit per un altre nucli igual d'un altre àtom en estat fonamental el qual passarà a l'estat excitat. Si la freqüència del fotó que arriba al segon nucli és diferent, major o menor, que la freqüència emesa no l'absorbirà i no es produirà el pas al nivell excitat.
Quan el fotó viatja en un camp gravitatori, la seva freqüència i, per tant, la seva energia, canvia a causa del desplaçament gravitatori, i l'àtom receptor no pot absorbir-lo. Però si el nucli emissor es mou justament a la velocitat relativa correcta respecte de l'àtom receptor, l'efecte Doppler pot compensar el desplaçament gravitacional i el nucli receptor podrà absorbir el fotó. La velocitat relativa "correcta" dels àtoms és per tant una mesura del desplaçament gravitacional predit per Albert Einstein.
L'energia associada amb el desplaçament gravitacional a distàncies de desenes de metres és molt petita. El canvi fraccional en l'energia per a {\textstyle L=20\;m} és:
{\displaystyle {\frac {f'-f}{f}}\approx {\frac {9,81\cdot 20}{(3\times 10^{8})^{2}}}\approx 2\times 10^{-15}}
Per tant, calen fotons d'alta energia (longitud curta d'ona) per detectar aquestes diferències diminutes. Els raigs γ de 14 400 eV emesos per l'isòtop ferro-57, {\textstyle {}^{57}Fe}, quan sofreix una transició del seu estat excitat al seu estat fonamental són apropiats per a aquest experiment. Normalment, quan un àtom emet o absorbeix un fotó, es mou també una mica, la qual cosa resta una mica d'energia del fotó a causa del principi de conservació del moment. El desplaçament Doppler requerit per compensar aquest efecte de rebot seria molt major (uns 5 ordres de magnitud) que el desplaçament Doppler necessari per compensar el desplaçament gravitacional. Tanmateix el 1958, el físic alemany Rudolf Mößbauer descobrí que tots els àtoms d'una capa sòlida absorbeixen l'energia de retrocés quan un àtom de la capa emet un raig gamma (efecte Mößbauer). Per tant, l'àtom emissor es mou molt poc (de forma similar a un canó, que no rebota molt quan es posen moltes bosses de sorra després d'ell) i no perd energia per retrocés.

## Realització de la prova

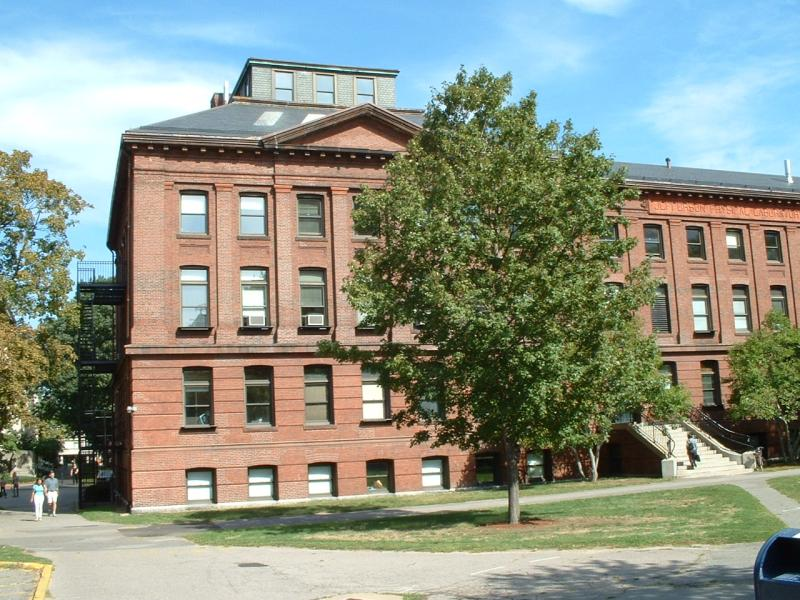
Torre del Laboratori Jefferson on es realitzà l'experiment

Robert Vivian Pound (1919-2010) i el seu estudiant de doctorat, el físic estatunidenc Glen Anderson Rebka, Jr. (1931-2015), del Lyman Laboratory of Physics, de la Universitat Harvard, a Cambridge, prepararen el seu experiment en el laboratori Jefferson de la mateixa universitat. Una mostra sòlida que contenia l'isòtop {\textstyle {}^{57}Fe} en estat excitat, emissor de raigs γ, fou col·locada al centre d'un con d'altaveu al sostre d'una de les torres dels extrems de l'edifici. Una altra mostra, també amb {\textstyle {}^{57}Fe} fou col·locada en el soterrani. La distància entra la font i el receptor era de 74 peus (22,6 metres). Els raigs γ viatjaren a través d'una borsa de mylar (PET) plena d'heli, per minimitzar la dispersió dels raigs gamma.
La preparació de les mostres de ferro fou molt acurada. Realitzaren una electrodeposició de {\textstyle {}^{57}Co} sobre una làmina de ferro molt prima i, després, l'escalfaren entre 900 i 1000 °C en una atmosfera d'hidrogen durant una hora. Així aconseguiren difondre el cobalt dins del ferro a uns 300 nm (uns 1000 espais atòmics). El {\textstyle {}^{57}Co} es transmuta en {\textstyle {}^{57}Fe} per mitjà d'una captura electrònica, que transforma un protó del nucli en un neutró captant un electró de l'escorça atòmica.
{\displaystyle {}^{57}Co\quad +\quad e\quad \longrightarrow \quad {}^{57}Fe^{*}\quad +\quad \nu _{e}}
L'isòtop {\textstyle {}^{57}Fe} que s'obté està en estat excitat i passa a l'estat fonamental emetent un fotó de raigs γ d'energia 14,4 keV.
{\displaystyle {}^{57}Fe^{*}\quad \longrightarrow \quad {}^{57}Fe\quad +\quad hf}
Aquesta font d'emissió es muntà sobre el conus d'un altaveu accionat a 10 Hz per impartir una velocitat variable de forma sinusoidal. Per una altra banda el detector era una fina fulla de ferro d'uns 14 μm de gruixa. El ferro té un 2,119% de l'isòtop {\textstyle {}^{57}Fe} de manera natural, i el ferro emprat fou enriquit fins al 31,9%.
Col·locaren un comptador de centelleig sota la mostra receptora de {\textstyle {}^{57}Fe} per detectar els raigs γ que no fossin absorbits per la mostra receptora. Fent vibrar el con d'altaveu, la font de raigs γ es movia amb velocitat variable, creant així desplaçaments Doppler variables. Quan el desplaçament Doppler es cancel·lava amb el desplaçament gravitacional, la mostra receptora absorbia els raigs γ i el nombre detectat pel comptador de centelleig disminuïa de forma concorde.
{\displaystyle {}^{57}Fe\quad +\quad hf\quad \longrightarrow \quad {}^{57}Fe^{*}}
La variació en l'absorció pot ser relacionada amb la fase de la vibració de l'altaveu, per tant amb la velocitat de la mostra emissora i, per tant, amb el desplaçament Doppler. Per compensar possibles errors sistemàtics, Pound i Rebka variaren la freqüència de l'altaveu entre 10 Hz i 50 Hz, intercanviant la font i el receptor-detector, i empraren diferents altaveus (ferroelèctrics i electroimants mòbils transductors).

## Resultats
Els resultats confirmaren que les prediccions de la teoria de la relativitat general estaven suportades per les observacions al nivell 10% de confiança. La relació entre la diferència de freqüències experimental i teòrica fou de:
{\displaystyle {\frac {(f'-f)_{exp}}{(f'-f)_{teor}}}=1,05\pm 0,10}
Més tard es refinà el resultat, aconseguint millorar el nivell 1% de confiança, per Pound i Joseph Snider. Una altra prova usant un màser d'hidrogen incrementà la precisió de la mesura.